# Leptosiaphos aloysiisabaudiae
Leptosiaphos aloysiisabaudiae là một loài thằn lằn trong họ Scincidae. Loài này được Peracca mô tả khoa học đầu tiên năm 1907.